# Paulhac-en-Margeride
Paulhac-en-Margeride – miejscowość i gmina we Francji, w regionie Oksytania, w departamencie Lozère.
Według danych na rok 1990 gminę zamieszkiwało 127 osób, a gęstość zaludnienia wynosiła 8 osób/km² (wśród 1545 gmin Langwedocji-Roussillon Paulhac-en-Margeride plasuje się na 776. miejscu pod względem liczby ludności, natomiast pod względem powierzchni na miejscu 502.).

## Populacja

Populacja Paulhac-en-Margeride w latach 1962-2008